# Radio Sputnik (Finland)
 For alternative betydninger, se Radio Sputnik. (Se også artikler, som begynder med Radio Sputnik)
Radio Sputnik ((ru.) Радио Спутник) var en russisksproget radiostation i Finland som sendte fra 1999 til 2018. Stationen henvendte sig til de fastboende russere såvel som russiskkyndige turister og erhvervsrejsende i Finland, f.eks. lastvognschauffører. Radio Sputniks programudvalg omfattede såvel russisk, finsk som international hitmusik, nyheder samt forskellige tema- og børneprogrammer.
Radioen kunne høres i Helsingforsregionen på FM-båndets 106,9 MHz.
Radioen må ikke forveksles med YLE po-russki, som er YLEs russisksprogede radioprogram, der kan høres både på FM (på YLE Radio Yksi), mellembølgebåndet, via digi-tv i Finland og via internettet i Real-Audio-format.
Radio Sputnik lukkede i 2018.